# 夏延 (堪薩斯州)
夏延（英語：Cheyenne）是位於美國堪薩斯州奧斯伯恩縣的一個鬼鎮。

## 歷史
夏延的郵政局於1879年設立，直到1907年結束營運。

## 地理
夏延所處的海拔為高於海平面513米（即1683英呎），而該地所採用的時區為UTC-6，即北美中部時區（CST）。同時該地設有夏令時間，為UTC-6調快一小時，即UTC-5（CDT）。